# Liceo Francés Jules Supervielle
El Liceo Francés Jules Supervielle (en francés: Lycée Français Jules Supervielle) es una institución educativa privada uruguaya con sede en Montevideo. Brinda servicios de educación bilingüe en francés y español.
Lleva el nombre del poeta y escritor franco uruguayo Jules Supervielle. 

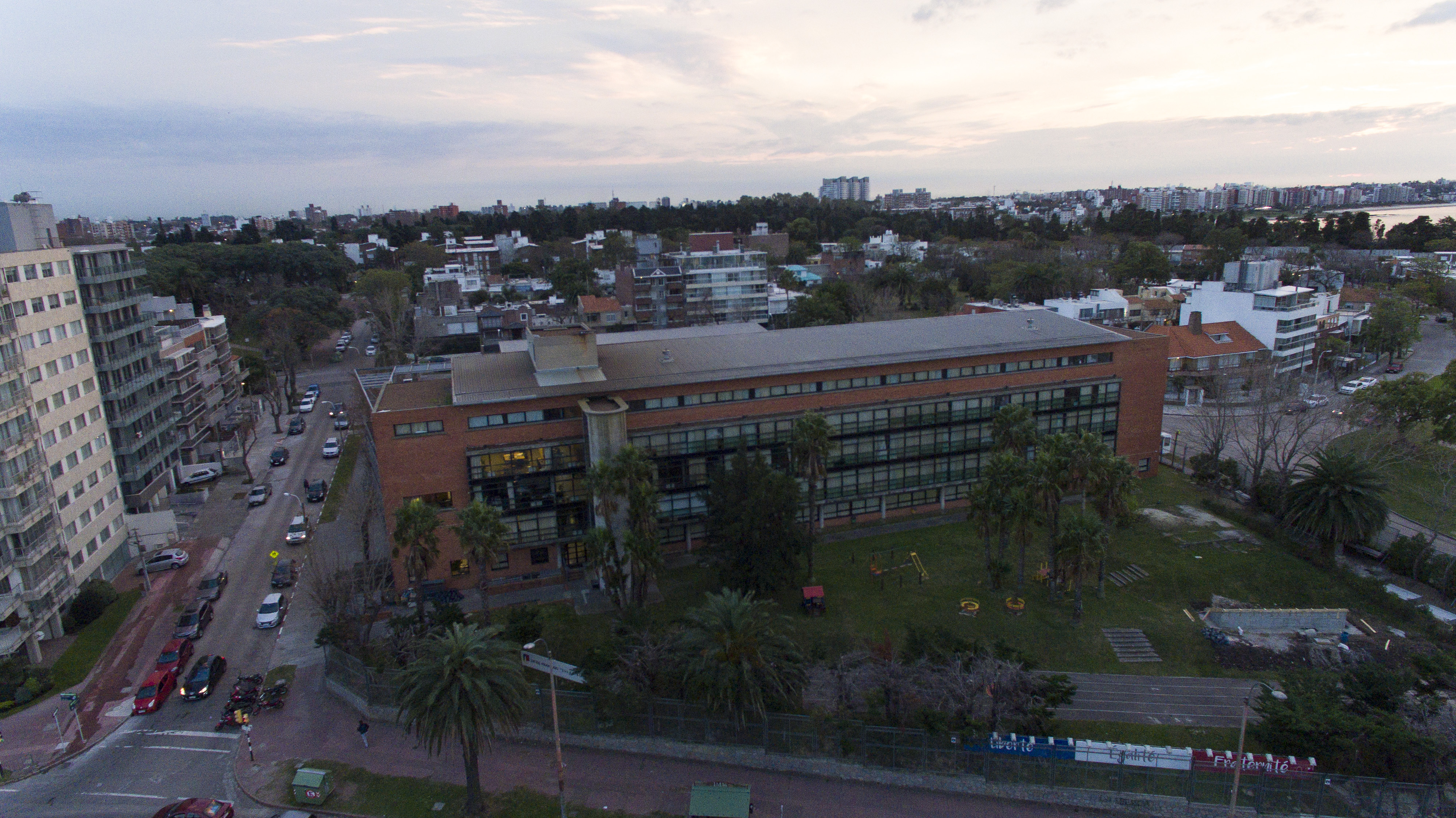
Liceo Francés, Rambla, Montevideo Uruguay.

## Historia

Antiguo edificio del Liceo Francés, diseñado y construido en los años treinta por el arquitecto Joseph Carré.

Fue fundado originalmente en 1897 con el nombre de Collège Carnot y se ubicó en la calle Soriano, en el Centro de Montevideo. En los años treinta se trasladaría al barrio del Cordón, sobre la Avenida 18 de Julio entre Emilio Frugoni y Gaboto, hacia un edificio qué fue construido y proyectado específicamente para ser utilizado por la institución.  A su vez  supo contar con otras locaciones anexas: una en el barrio de Carrasco, sobre las calles Horacio Quiroga y Cooper donde se enseñaba desde preescolares hasta tercer año de secundario inclusive y en el barrio de Tres Cruces, en una antigua quinta de la zona, la cual había pertenecido a la familia Gonzales, la misma tenía acceso por la Avenida Italia y también por la Avenida 8 de Octubre (en la actualidad allí se encuentra el Sanatorio de la mutualista Médica Uruguaya) donde se enseñaba desde preescolares hasta 5.º año de primaria. A inicios del siglo XXI todas las dependencias y anexos del instituto, se trasladaron y concentraron en un mismo y moderno edificio en el barrio del Buceo y sobre la Rambla Armenia, el mismo fue obra del arquitecto Fernando Giordano, Jorge Gibert y Rafael Lorente Mourelle. El histórico edificio del Cordón, fue puesto en venta, y adquirido en el año 2003 por la Universidad de la República,  en la actualidad alberga a la Facultad de Artes, y en el mismo, puede apreciarse en la fachada principal; la inscripción "Lycée Français" y el año de construcción en números romanos.

## Administración
El gobierno francés es el propietario de la predio del liceo, mientras que la organización civil sin fines de lucro Sociedad Francesa de Enseñanza (Société Française d'Enseignement de Montevideo) es quien tiene la gestión del instituto.

### Conflicto
En 2015 se produce un conflicto entre el gobierno francés y la organización gestora del liceo, a causa de la operación del instituto. El 1 de agosto de 2015 el embajador de Francia, Sylvain Itte, envió una carta a los padres de los alumnos en la que declaró y notificó que el gobierno francés podría poner fin a la ayuda que la institución recibe del mismo. Esto fue debido a múltiples problemas y conflictos administrativos entre el director del liceo y operativos del AEFE. Ante dicho conflicto, el gobierno de Uruguay decidido intervenir, estableciendo contacto con el embajador francés, mientras que el secretario de Educación del Ministerio de Educación y Cultura, Juan Pedro Mir, estableció contacto con el presidente de SFE, Bernardo Supervielle. Logrando que finalmente ambas partes involucradas legaran a un acuerdo.
Cuenta con aproximadamente 10426 alumnos actualmente, de los cuales hay entre 30 y 50 que ahora trabajan en el liceo.

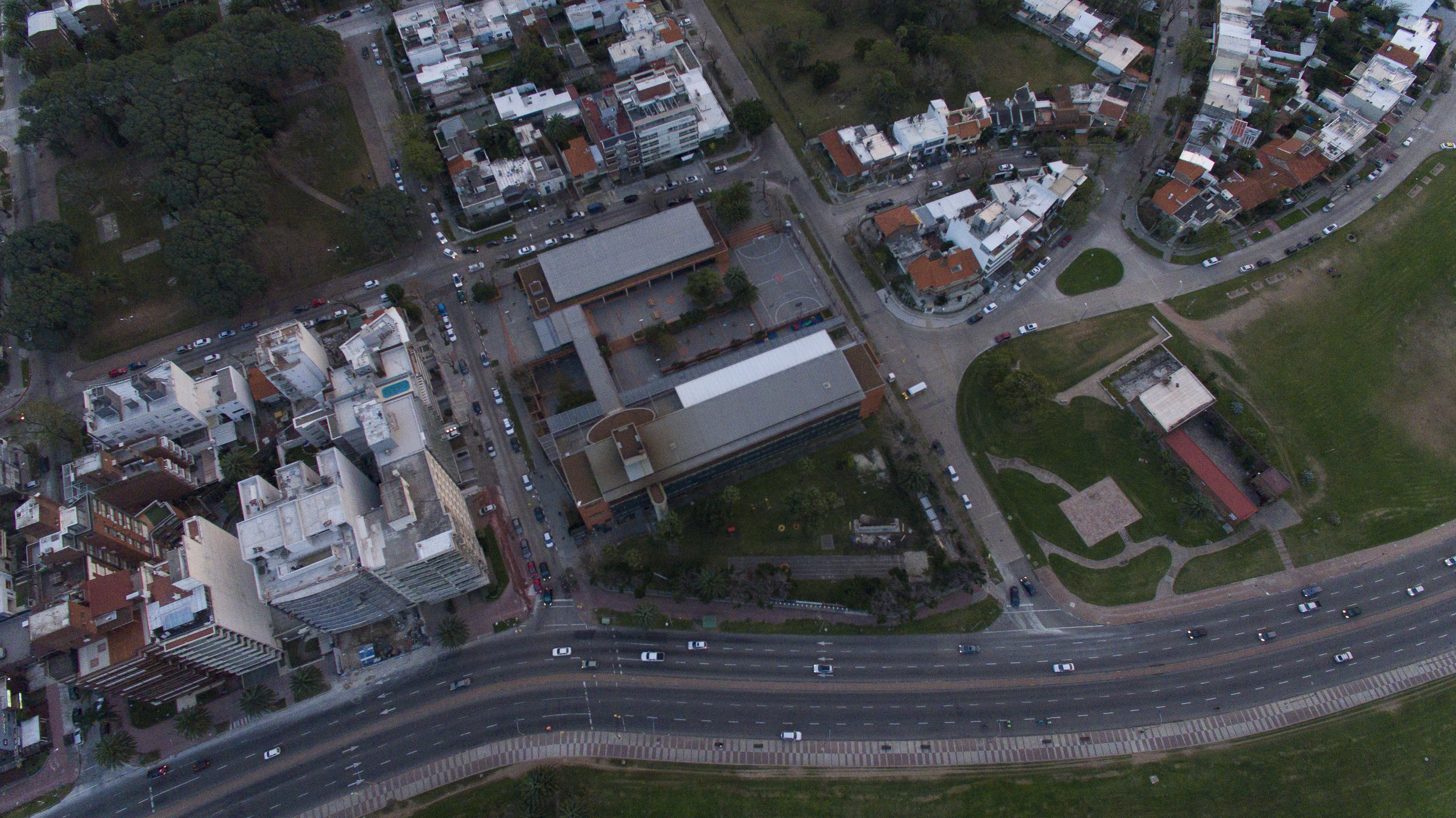
Liceo Francés toma aérea, Montevideo, Uruguay